# Ectropothecium aquaticum
Ectropothecium aquaticum är en bladmossart som beskrevs av William Russell Buck 1984. Ectropothecium aquaticum ingår i släktet Ectropothecium och familjen Hypnaceae. Inga underarter finns listade i Catalogue of Life.